# Foppenpolder
Het waterschap Foppenpolder was een waterschap in de gemeenten Maasland en Schipluiden, in de Nederlandse provincie Zuid-Holland. 
Het waterschap was verantwoordelijk voor de vervening, drooglegging en later de waterhuishouding in de polder.
In deze polder bevindt zich een zoutwater kwel.

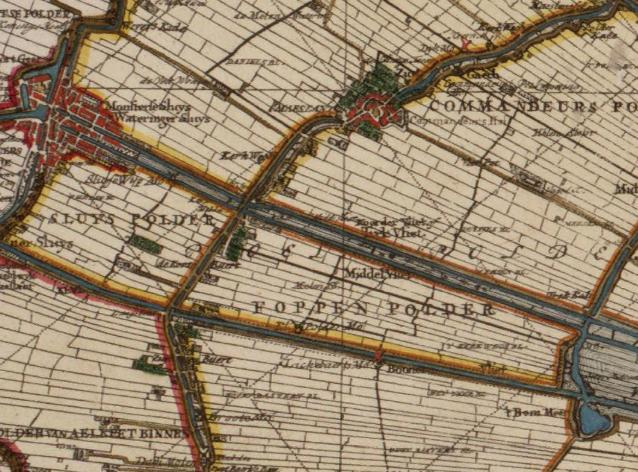
Kaart 1712